# Solenobia walshella
Solenobia walshella är en fjärilsart som beskrevs av James Brackenridge Clemens 1862. Solenobia walshella ingår i släktet Solenobia och familjen säckspinnare. Inga underarter finns listade i Catalogue of Life.